# Protesta del tabaco de 1891

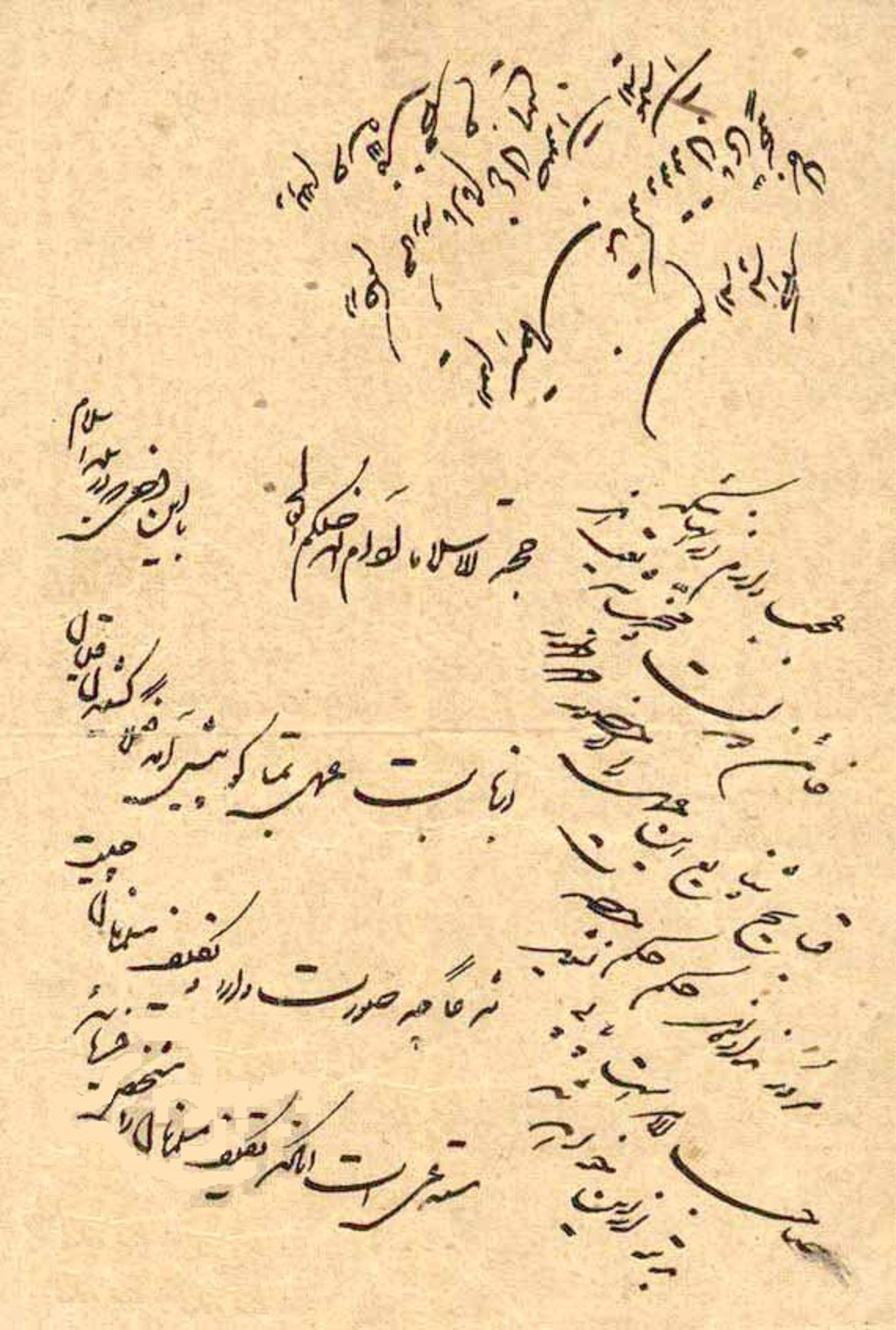
Protesta de Mirza Shirazi de 1890

La Protesta del Tabaco fue una revuelta chií iraní ocurrida en 1890 cuando el rey de la dinastía Kayar y sah de Persia Nasereddín Sah Kayar concedió por 50 años el monopolio de tabaco (cultivo, venta, exportación) al mayor británico Gerald F. Talbot, lo que provocó disturbios en el país. Estas protestas para muchos estudiosos son el primer movimiento exitoso en la historia moderna de Irán y precursor del movimiento democrático que conduciría a su revolución constitucional.
La orgnizaron mercaderes de Teherán en solidaridad con clérigos. Su clímax fue en diciembre de 1891, cuando el Gran Ayatolá Mirza Shirazi promulgó un edicto (para algunos fetua) contra el uso del tabaco.
Finalmente la concesión tuvo que ser retirada.

## Antecedentes
A principios del siglo XIX, la Dinastía kayar se encontraba en una situación precaria tras las gueras contra el Imperio Ruso (en 1813 y en 1828) y el Británico (1857); que forzaron a Irán a aceptar muchas concesiones a estos poderes extranjeros.
El 20 de marzo de 1890, Nasereddín Sah Kayar otorgó una concessión al Mayor G. F. Talbot de monopolio completo de tabaco durante 50 años, a cambio de 15.000 £ y un 25% de los beneficios. En el momento de esta concessión en Irán se cultivaba en exclusiva una varietad de tabaco muy apeciada en el exterior.
En aquella época la industria tabaquera persa empleaba a 200.000 personas. Esta concesión violentaba la relación entre productores y venedores de tabaco y amenazaba puestos de trabajo.

## Revuelta
En septiembre de 1890 comenzaron las protestas por la concesión, pero no por parte de los  mecaderes (ulemas) sino del gobierno ruso que consideraba que este monopolio descerrajaba el tratado de Turkmenchay. Pese a la protesta Nasereddín San Kayar siguió con la concesión.
Durante la primavera de 1891 hubo protestas masivas contra el monopolio (denominado oficialmente “Régie”) iniciadas por mercaderes bazaríes y más tarde ulemas que consideraban amenazada la religión arguyendo que la concesión contradecía la ley islámica (sharía).
Las ciudades de Shiraz Teherán y Tabriz fueron los centros de la revueta. En Isfaján se produjo un boicot al consumo. En Tabriz, se cerraron bazares y los ulemas dejaron de enseñar en madrazas.
En diciembre de 1891 se emitió finalmente la fatua. En enero de 1892, el Sha canceló la concesión.
Después, la dinastía kayar tuvo que pagar a la “Imperial Tobacco Corporation of Persia” 500.000 £.